# Engvanding
Ved engvanding forstås kunstig vandforsyning af engarealer.

## Engvandingens formål
Engvanding må ses i lyset af landbrugets drift. De plantearter, der giver det væsentligste bidrag til engvegetationen, kræver for at udvikle sig med ønskelig frodighed en betydelig fugtighedsgrad. Den på stedet faldende nedbørmængde er i Danmark langt fra tilstrækkelig til at tilfredsstille engplanternes vandbehov, hvilket bedst fremgår af, at man er ude af stand til at frembringe en varig og frodig engvegetation på et areal, der kun får stedets nedbør. På den anden side er en for stor vandmængde også skadelig, da temperaturen derved nedstemmes, luftcirkulationen indskrænkes, ligesom formuldingsprocesserne forløber på en for de gode enggræsser uheldig måde. Navnlig er stillestående vand meget skadeligt, idet den herved fremkaldte sure reaktion kun tåles af værdiløse plantearter (mosser, star, kæruld og så videre). Tidligere havde man fortrinsvis opmærksomheden henvendt på dette sidste forhold, og bestræbelserne med hensyn til reguleringen af fugtighedsforholdene gik derfor hovedsagelig ud på afledning af skadeligt vand. Herved gik man imidlertid ofte så ensidigt til værks, at man forsømte at sikre sig det fornødne herredømme over fugtighedsforholdene. Ved vandløbenes regulering sænkedes således grundvandsspejlet ofte så stærkt, at engene blev for tørre. Andre steder var forholdene således, at der vel var rigelig fugtighed i vinterhalvåret, mens jorden blev for tør i den egentlige vegetationsperiode. Det er til dels for at råde bod herpå, at man fra midten af det 19. århundrede i stigende grad kom ind på en kunstig tilledning af vand til engarealerne parret med en tilsvarende bortledning af det overflødige vand, altså en kunstig vandcirkulation.
Ved siden af at tilsigte en passende og sund vandforsyning har engvanding tillige et andet formål, nemlig at give engene erstatning for den med afgrøden bortførte plantenæring. En afgrøde af 6.000 kg middelgodt enghø bortfører fra 1 ha ca. 25 kg fosforsyre, 100 kg kvælstof og 100 kg kali (foruden 60 kg kalk, 25 kg magnesium, 15 kg natron, 20 kg svovlsyre, 100 kg kiselsyre, 20 kg klor og 5 kg jerntveilte). Det er indlysende, at når man hvert år bortfører disse stoffer i sådanne mængder, uden at der gives erstatning derfor, vil jorden gå mere og mere tilbage i frugtbarhed (udpines). Det i naturen forekommende vand indeholder altid en større eller mindre mængde af de fleste af de nævnte stoffer opløst, til dels også opslemmet. Hvorvidt man bliver i stand til at berige engene hermed ved vandingen, beror dog både på vandets og engbundens beskaffenhed:
1. Er vandet rigt på plantenæring og engbunden forholdsvis fattig derpå, vil der absorberes en del af vandets plantenæring og engen altså beriges.
2. Er både vandet og engbunden meget fattige på plantenæring, vil vandingen ikke medføre nogen synderlig forandring med hensyn til engens næringsindhold.
3. Er vandet meget fattigt på plantenæring og engbunden forholdsvis frugtbar, vil vandet opløse og bortføre en del af jordens næringsstoffer, og engens frugtbarhed vil således gå tilbage som følge af vandingen.[3]

Hvilket af disse 3 tilfælde, der indtræder, overbeviser man sig om ved at undersøge vandets indhold af næring før og efter, at det har passeret den pågældende eng. Af sådanne undersøgelser fremgår det, at frugtbart vand bliver desto magrere jo længere eller hyppigere, det benyttes, især på magre enge, men tillige, at al næring dog ikke kan uddrages af vandet, selv ved den stærkeste benyttelse deraf. Man kan af de anførte grunde altså ikke uden videre beregne, hvor stor en mængde næring der tilføres et vist areal med en given vandmængde, hvis næringsindhold før påledningen er kendt. Undersøgelser af flod- og åvand fra ulige lande tyder på, at dettes indhold af opløste plantenæringsstoffer veksler inden for følgende grænser: 1 mio. kg vand indeholder 0,1-0,5 kg fosforsyre, 1-5 kg kvælstof og 1-5 kg kali. Regnes et vandforbrug af 30 kg pr sek. pr ha i 50 døgn, vil der med ovennævnte indhold i den anførte tid tilføres 1 ha 13-65 kg fosforsyre, 130-650 kg kvælstof og en lignende mængde kali. Desuden har den i vandet opløste fri ilt en ikke ringe betydning ved vandingen.

## Engvandingssystemer
De ulige fremgangsmåder ved engvanding kan indordnes under følgende engvandingssystemer:
1. Opstuvningssystemet: princippet heri er, at den pågældende eng til visse tider dækkes med et indtil 50 cm dybt lag af vand, der opsamles ved hjælp af dæmninger. Denne vandingsmåde er billig, både med hensyn til anlæg, vandforbrug og pasning, men er tillige meget ufuldkommen, blandt andet fordi vandingen her ikke kan finde sted i den egentlige vegetationsperiode, idet et sådant vandlag ville skade vegetationen og tillige afsætte et lag slam, der ville gøre afgrøden ubrugelig. På grund af den ringe vandtilførsel sker der desuden en tilsvarende ringe tilførsel af plantenæring og ilt. Dette system kan anvendes, hvor man kun har lidt vand til rådighed, hvor man vil arbejde så billigt som muligt, samt på arealer, der ikke lønner et kostbarere anlæg, eller som ønskes forberedte til et sådant. En forbedret form heraf er stuvningsoverrisling, ved hvilken metode der er stadigt tilløb i vandingstiden og ligeledes stadigt afløb gennem sluser, der er anbragt i dæmningerne i en sådan højde, at de netop tilsteder et konstant og passende vandlag, der stadig fornys.[3]
2. Overrislingssystemet: herved bringes vandet til til bestemte tider at risle kontinuerligt i et jævnt, meget tyndt lag hen over engen. Dette forudsætter en planeret overflade med passende hældning samt tilledningsrender, der modtager vandet fra hovedledninger eller fra kanaler og fører det ind over arealet, og afledningsrender, der samler det benyttede vand og fører det enten til en afledningsgrøft eller til lavere liggende arealer, hvor det da på ny føres ud gennem tilledningsrender og opsamles i afledningsrender og så videre. Overrislingsanlæg er forholdsvis kostbare både i anlæg og pasning og på grund af det store vandforbrug. Men dette sidste betinger en stærk tilførsel af plantenæring og ilt, og overrislingen kan uden skade foregå også i vegetationstiden. Efter terrænets beskaffenhed anvendes forskellige former heraf. Den mest fuldkomne form er rygbedanlæg, hvor arealet anlægges i meget fladt tagformede bede eller agre med passende fald til begge sider. Midt hen ad hvert bed graves en tilledningsrende, der modtager vandet fra en tværgående hovedledning, der atter får sin næring fra den vinkelret herpå gående kanal eller hovedgrøft, og fra hvilken vandet risler jævnt ned over bedets to halvdele og opsamles af de mellem hver to bede liggende afledningsrender, der samles i en tværgående afledningsgrøft. Et anlæg af denne art kræver navnlig et betydeligt jordarbejde.[3] En anden hovedform er hænganlæg, der egner sig for et af naturen jævnt skrånende terræn. Langs dettes øverste side går en hovedledning, der modtager vandet fra kanalen og afgiver det til vinkelret herpå gående hovedrender, der atter afgiver det til mindre, horisontale overrislingsrender, over hvis laveste kant det risler ned over det underliggende areal for med passende afstand at samles i en ny overrislingsrende, der får det fornødne tilskud fra hovedrenden. Hænganlæg kan udføres forholdsvis billigt, da renderne om fornødent til en vis grad kan lægges efter terrænets stigninger og sænkninger (naturligt hænganlæg).[4]
3. Ventilvandingssystemet er en af A. Petersen, Wittekiel, opfundet vanding fra neden og foregår i forbindelse med ventildræning.[5]

## Vandforbrug
Vandforbruget ved engvanding veksler efter omstændighederne lige fra 0,2 l pr ha pr sekund til 120 l pr ha pr sekund og beror foruden på den til rådighed værende vandmængde tillige på, hvorvidt man tilsigter en ligefrem overrisling eller kun en kortvarig befugtning af angen (befugtningsvanding), på jordbundens beskaffenhed, da der, alt andet lige, kræves desto mere vand, jo mere gennemtrængelig undergrunden er, idet der da tabes desto mere, endvidere på den tid, da man agter at vande, om man kan benytte vandet mere end een gang, på arealets hældning og så videre.

## Engvanding i Danmark
I Danmark og især i Jylland har engvanding spillet en betydelig rolle. Initiativtageren hertil var den jyske hedebonde Peder Pedersen Stoulund, som i slutningen af 1700-tallet lærte kunsten i Tyskland og her fra indførte den ved Vallerbæk. Kunsten blev siden lært af dennes stedsøn Jens Jensen Stoulund, som – efter at have overtaget gården – lod opføre vandingskanaler for vandet fra Karup Å og dermed lagde grunden til, at metoden fik opmærksomhed i bredere kredse.
Engvanding blev fortrinsvis fremmet ved det danske Hedeselskabs initiativ (Enrico Dalgas), idet dette selskab foranledigede bygningen af talrige betydelige vandingskanaler, drog omsorg for uddannelsen af engvandingsteknikere og herigennem fremkaldte vidtstrakte engvandingsanlæg. Engene har altid haft en helt afgørende betydning for landbruget i Vestjylland, og det flade terræn samt åernes rigelige vandføring i sommertiden, var grundlag for et stort antal overrislingssystemer, der blev anlagt her fra slutningen af 1800-tallet Dette styrkede græsbrugene med flere husdyr og større staldgødningsproduktion, der igen var basis for dyrkningsekspansionen og vedligeholdelsen af de opdyrkede hedearealers næringskapital.